# Kinu (incrociatore)
Il Kinu (鬼怒) fu un incrociatore leggero della Marina imperiale giapponese, quinta unità della classe Nagara. Il nome, in ossequio alle convenzioni navali giapponesi dell'epoca, deriva dal fiume Kinu. Entrato in servizio nel 1922, fu attivo nella seconda guerra mondiale in varie campagne in Malesia, nelle Indie orientali olandesi e in Nuova Guinea.